# UNCOVER-z12
UNCOVER-z12 è una galassia scoperta nel 2022 grazie al telescopio spaziale James Webb, si trova nell'ammasso di galassie chiamato Abell 2744, soprannominato Ammasso di Pandora. La vediamo come appariva solo 350 milioni di anni dopo il Big Bang.  Si posiziona al quarto posto tra le galassie più distanti mai confermate, con un redshift di 12.393.
Proprio come UNCOVER-z13, fa parte del programma UNCOVER che usa il James Webb per studiare le prime galassie dell'universo.

## Morfologia
UNCOVER-z12 è una galassia Galassia Lyman-Break particolarmente grande con un disco visto di taglio grande 2000 anni luce, ben sei volte tanto le galassie simili osservate.